# Wolcott (Connecticut)
Pour les articles homonymes, voir Wolcott.
Wolcott est une ville américaine située dans le comté de New Haven au Connecticut.
Wolcott devient une municipalité en 1796, grâce à la voix décisive du lieutenant-gouverneur Oliver Wolcott. La ville, qui s'appelait alors Farmingbury adopte son nom.

## Démographie
| 1800 | 1810 | 1820 | 1830 | 1840 | 1850 |
| ---- | ---- | ---- | ---- | ---- | ---- |
| 948  | 952  | 943  | 843  | 633  | 603  |

| 1860 | 1870 | 1880 | 1890 | 1900 | 1910 |
| ---- | ---- | ---- | ---- | ---- | ---- |
| 574  | 491  | 493  | 522  | 581  | 563  |

| 1920 | 1930 | 1940  | 1950  | 1960  | 1970   |
| ---- | ---- | ----- | ----- | ----- | ------ |
| 719  | 972  | 1 765 | 3 553 | 8 889 | 12 495 |

| 1980   | 1990   | 2000   | 2010   | 2020   | - |
| ------ | ------ | ------ | ------ | ------ | - |
| 13 008 | 13 700 | 15 215 | 16 680 | 16 142 | - |

Selon le recensement de 2010, Wolcott compte 16 680 habitants. La municipalité s'étend sur 21,1 milles carrés (54,65 km2), dont 0,67 milles carrés (1,74 km2) d'étendues d'eau.